# Actinanthus syriacus
Actinanthus syriacus – gatunek rośliny z rodziny selerowatych. Jest jedynym przedstawicielem monotypowego rodzaju Actinanthus Linnaea 4 398 Jul 1829. W niektórych ujęciach gatunek ten bywa włączany do rodzaju kropidło Oenanthe. Roślina ta rośnie na Bliskim Wschodzie – w Libanie i Syrii.